# Gunther O. Hofmann
Pour les articles homonymes, voir Hofmann.
Gunther O. Hofmann né le 22 mai 1957 à Landshut en Bavière, est un chirurgien, physicien et professeur allemand.

## Biographie
Après des études de médecine à l'université Louis-et-Maximilien de Munich concrétisées par un doctorat en médecine en 1982, il rejoint l'université technique de Munich où il obtient en 1984 un diplôme en physique et un Doctor rerum naturalium en sciences en 1987.
En 1987 Hofmann a été chargé de recherche au Centre hospitalier de l'université Louis-et-Maximilien de Munich jusqu'à son habilitation en 1992. Puis a suivi un stage de recherche au Massachusetts General Hospital à Boston (Massachusetts, États-Unis) et la même année il a commencé à travailler au Centre hospitalier de  l'Université Louis-et-Maximilien de Munich. En 1995 il a déménagé à la Berufsgenossenschaftliche Unfallklinik (clinique de traumatologie) Murnau.
Depuis 2004, le professeur Gunther Osario Hofmann est le directeur médical de la Berufsgenossenschaftliche Kliniken Bergmannstrost Halle, Saxe-Anhalt et directeur de la clinique de traumatologie du Centre hospitalier de l'université d'Iéna, Thuringe.

## Recherche scientifique
Ses principaux domaines de recherche comprennent le développement d'implants pour ostéosynthèse et arthroplastie, greffe de moelle osseuse, biomécanique, biomatériau, chirurgie assistée par ordinateur et les infections des os et des articulations.

## Publications (sélection)[1],[2]
- 1988 Quantitative Elektromyographie in der Biomechanik (Quantitative Électromyogramme dans biomécanique) in: Physik in unserer Zeit (Physique à notre époque) Volume 19, Issue 5, pages 132–136,
- 1997 Biologisch abbaubare Knochenimplantate (biodégradable implants de osseuse) in: Spektrum der Wissenschaft 2/1997[3]
- 2001 Clinical experience in allogeneic vascularized bone and joint allografting in: Microsurgery (Microchirurgie) Volume 20 Issue 8 p. 375–383, 2000 Microsurgery Special Issue: Proceedings of the Second International Symposium on Composite Tissue Allotransplantation, Louisville, Kentucky[4]
- 2004 Infektionen der Knochen und Gelenke (Les infections des os et des articulations) in: Traumatologie und Orthopädie, Verlag Urban & Fischer München/Jena
- 2005 Modular Uncemented Tricompartmental Total Knee Arthroplasty in: European Journal of Trauma and Emergency Surgery, 2005/2
- 2006 Knochen- und Gelenktransplantation (greffe de osseuse)[5] in: Transplantationsmedizin. Ein Leitfaden für den Praktiker (La médecine de transplantation) p. 241-252 Maison d'édition Walter de Gruyter Berlin
- 2009 Radiation- and reference base-free navigation procedure for placement of instruments and implants: Application to retrograde drilling of osteochondral lesions of the knee joint in: Computer Aided Surgery 2009 Volume 14 No. 4-6 p. 109-116 (Hofmann a.o.)

## Récompenses
- 1986 Otto-Götze-Prix de l'Association des chirurgiens de Bavière (Vereinigung der Bayerischen Chirurgen)
- 1997 Herbert-Stiller-Prix[6] des médecins contre l'expérimentation animale (Ärzte gegen Tierversuche)
- 2008: Science4Life Venture Cup (Team arthrospec AG)[7]